# Kōdai Minoda
Kōdai Minoda (japanisch 蓑田 広大 Minoda Kōdai; * 10. August 1999 in Yokohama, Präfektur Kanagawa) ist ein japanischer Fußballspieler.

## Karriere
Kōdai Minoda erlernte das Fußballspielen in der Schulmannschaft der Aomori Yamada High School sowie in der Universitätsmannschaft der Hōsei-Universität. Von März 2021 bis Saisonende wurde er an Shonan Bellmare ausgeliehen. Der Verein aus Hiratsuka, einer Stadt in der Präfektur Kanagawa, spielte in der ersten japanischen Liga. Die Saison 2021 kam er bei Shonan nicht zum Einsatz. Nach der Ausleihe wurde er am 1. Februar 2022 fest von Shonan unter Vertrag genommen. Sein Erstligadebüt gab Kōdai Minoda am 6. April 2022 (6. Spieltag) beim 2:1-Auswärtssieg gegen Nagoya Grampus. Hier wurde er in der 62. Minute für den verletzten Hayato Fukushima eingewechselt. Nach zwei weiteren Pokalspielen für den Verein wurde er Anfang Juni bis zum Saisonende an den Drittligisten SC Sagamihara ausgeliehen. Direkt im Anschluss erfolgte eine Ausleihe zum ebenfalls in der dritten Liga spielenden Vanraure Hachinohe.